# Ella May Smith
Ella May Smith   (Gouverneur, 12 de març de 1860 - Columbus, 28 de setembre de 1934) fou una pianista i escriptora estatunidenca.
En acabar els seus estudis entrà com a professora d'història de la música en un col·legi particular, i després ho fou del Conservatori Columbus, havent sigut també per espai de quaranta anys organista en diverses esglésies. Va dirigir l'Ohio State Journal, Columbus Evening Dispatch i altres publicacions, va compondre nombroses melodies vocals i peces per a piano.
A més, va escriure un bon nombre de contes i poesies.